# Sacramento (Minas Gerais)
Sacramento is een gemeente in de Braziliaanse deelstaat Minas Gerais. De gemeente telt 23.112 inwoners (schatting 2009).
Dicht bij Sacramento ligt het Nationaal park Serra da Canastra. Op enkele kilometers zuidelijk ligt de rivier de Rio Grande.

## Aangrenzende gemeenten
De gemeente grenst aan Araxá, Conquista, Delfinópolis, Ibiraci, Nova Ponte, Perdizes, Santa Juliana, São Roque de Minas, Tapira, Uberaba, Pedregulho (SP) en Rifaina (SP).

## Verkeer en vervoer
De plaats ligt aan de wegen BR-464, MG-190 en MG-428.